# Picumnus fuscus
Picumnus fuscus là một loài chim trong họ Picidae.